# Couvent de Cerfroid
Le couvent de Cerfroid  est un couvent de l'ordre des Trinitaires situé à Cerfroid dans la commune de Brumetz comprenant des vestiges de l'ancien monastère. 

## Historique
Le couvent de Cerfroid est celui de la fondation en 1193 de l'ordre de la Très Sainte Trinité pour la rédemption des captifs par saint Jean de Matha et saint Félix de Valois pour le rachat des captifs aux Barbaresques.

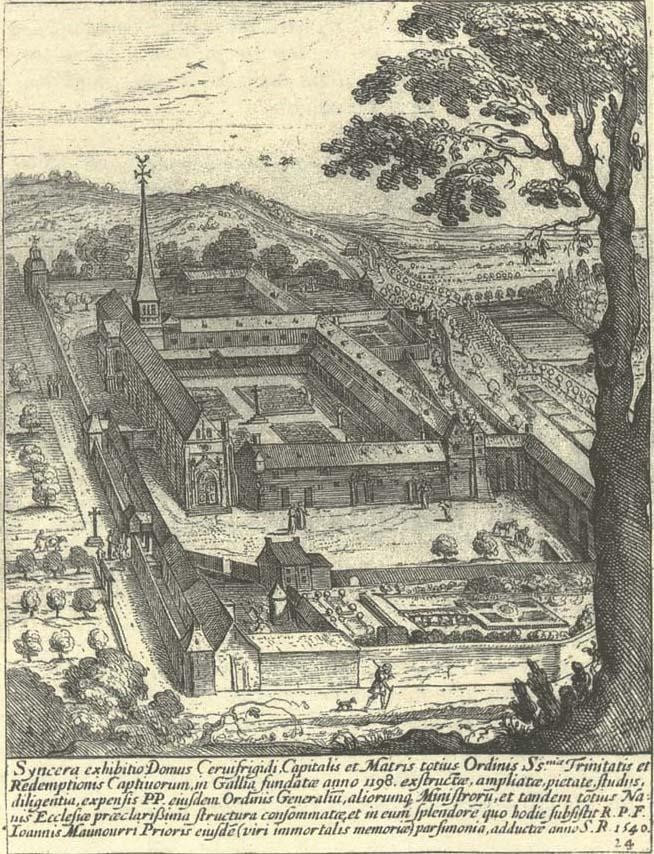
Le couvent en 1540.

Le bâtiment du monastère, dont il reste des vestiges, financé par Gaucher III de Châtillon date du XIIIe siècle. 
Il est le siège de cet ordre où se tiennent les chapitres généraux jusqu'en 1792.̩
Le couvent est fermé au cours de la Révolution française. Les bâtiments vendus comme biens nationaux sont inoccupés et se dégradent.
Le trinitaire Calixte de la Providence le rachète en 1867 pour y établir un noviciat et une maison d'orphelins qui ferment en 1885.
Des religieuses y établissent une école ménagère en 1944.
Les pères trinitaires reviennent en 1986 et y réinstallent un noviciat.

## Le couvent en 2025
Le couvent est un lieu de retraites spirituelles.